# Dolomites de Sesto
Les Dolomites de Sesto (Sextner Dolomiten en allemand) forment un groupe de montagnes du nord-est des Dolomites en Italie. Elles sont situés à l'extrême est du Tyrol du Sud et au nord de la province de Belluno et sont délimitées au nord par le val Pusteria, au nord-est et à l'est par le val di Sesto, au sud par le val d'Ansiei et à l'ouest par le val di Landro. Dans la partie méridionale se trouve le parc naturel des Tre Cime. Une partie du groupe est classée au patrimoine mondial de l'UNESCO depuis 2009, sous le nom de Les Dolomites.
L'itinéraire alpin Strada degli Alpini se trouve dans les Dolomites de Sesto.

## Principaux sommets
Les principales montagnes des Dolomites de Sesto sont :
- Punta dei Tre Scarperi - 3 145 m
- Croda dei Toni - 3 094 m
- Cima Undici - 3 092 m
- Tre Cime di Lavaredo - 2 999 m
- Croda dei Baranci - 2 922 m
- Rocca dei Baranci - 2 966 m
- Cadini di Misurina - 2 839 m
- Mont Paterno - 2 744 m
- Torre di Toblin - 2 617 m

## Refuges
- refuge Antonio Locatelli (2 438 m)
- refuge Auronzo (2 320 m)
- refuge Zsigmondy-Comici (2 224 m)
- refuge Pian di Cengia (2 528 m)
- refuge Fonda-Savio (2 367 m)
- refuge Lavaredo (2 344 m)
- refuge Carducci (2 297 m)
- refuge Tre Scarperi (1 626 m)
- refuge Bosi (2 213 m)
- refuge Berti (1 950 m)

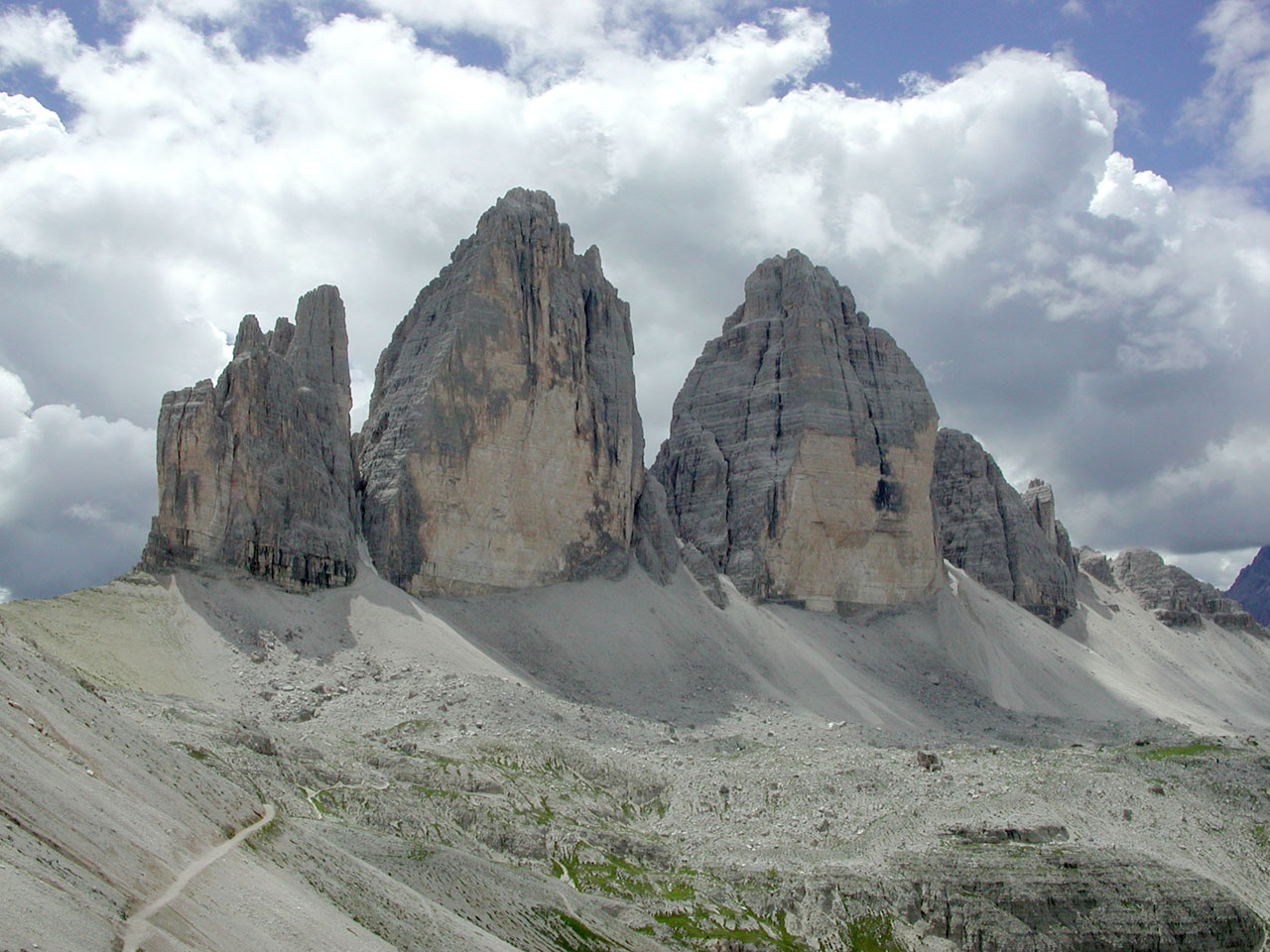
Les Tre Cime.
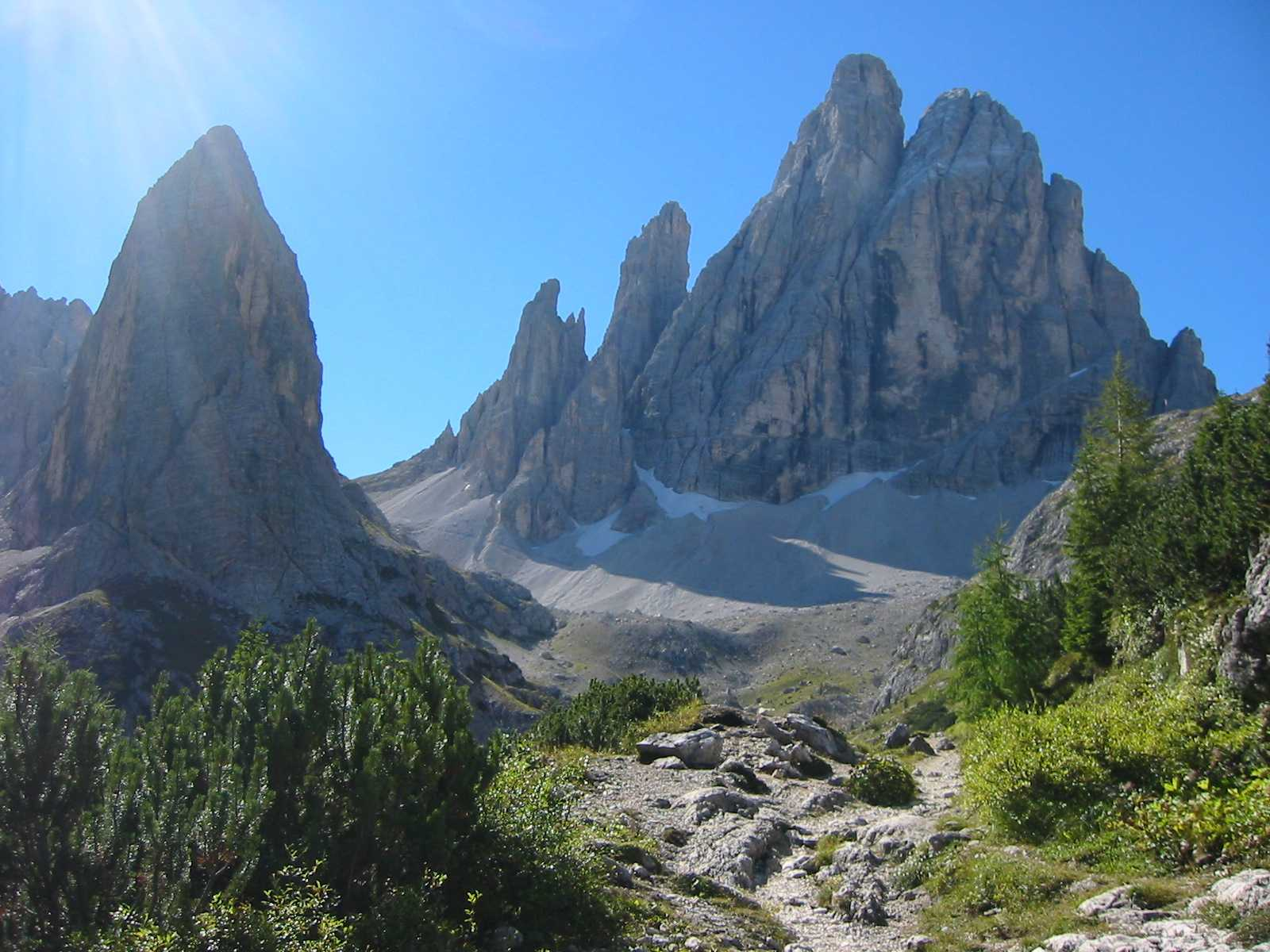
La Croda dei Toni.
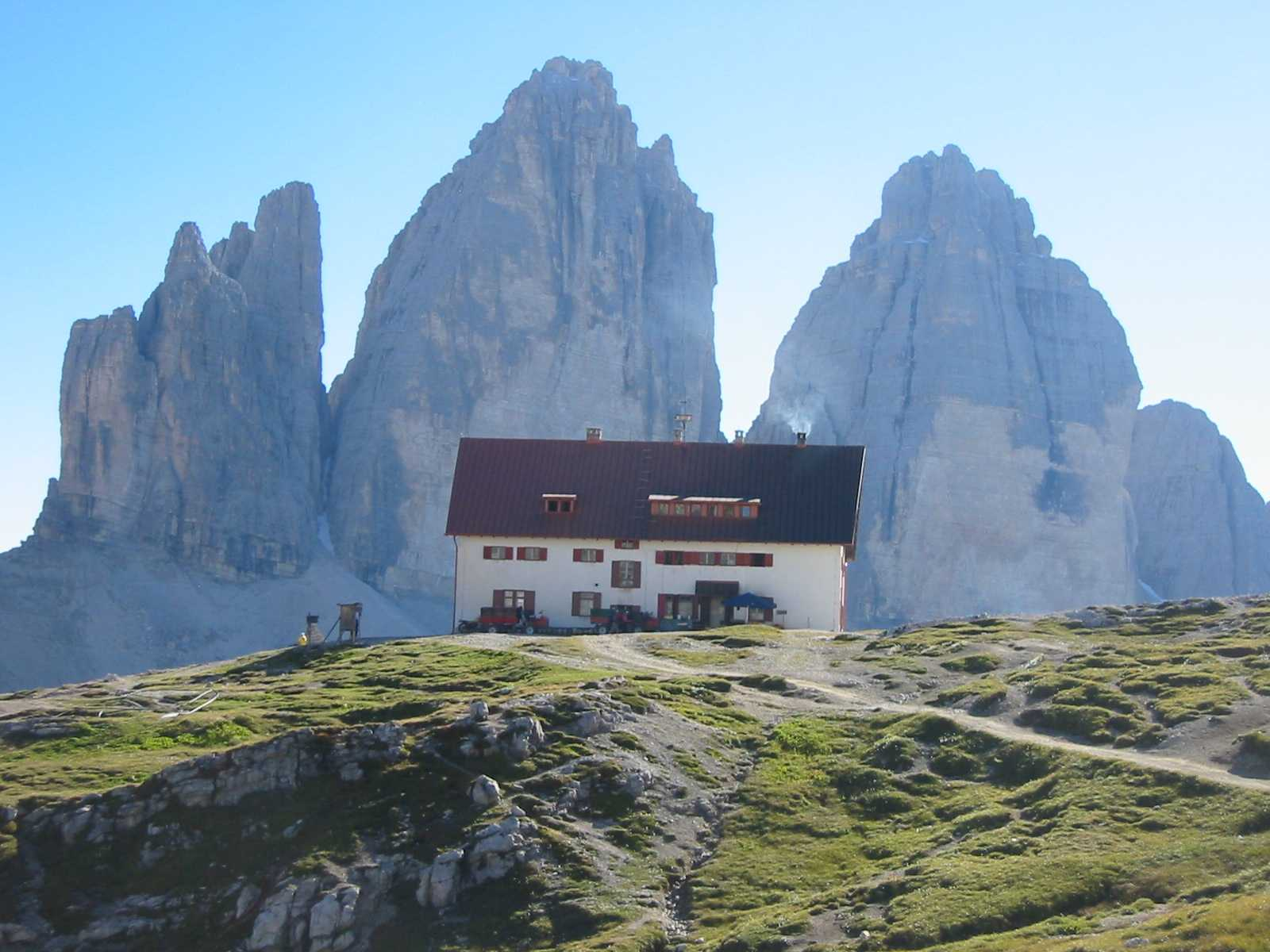
Le refuge Antonio Locatelli.